# Tanque fictício

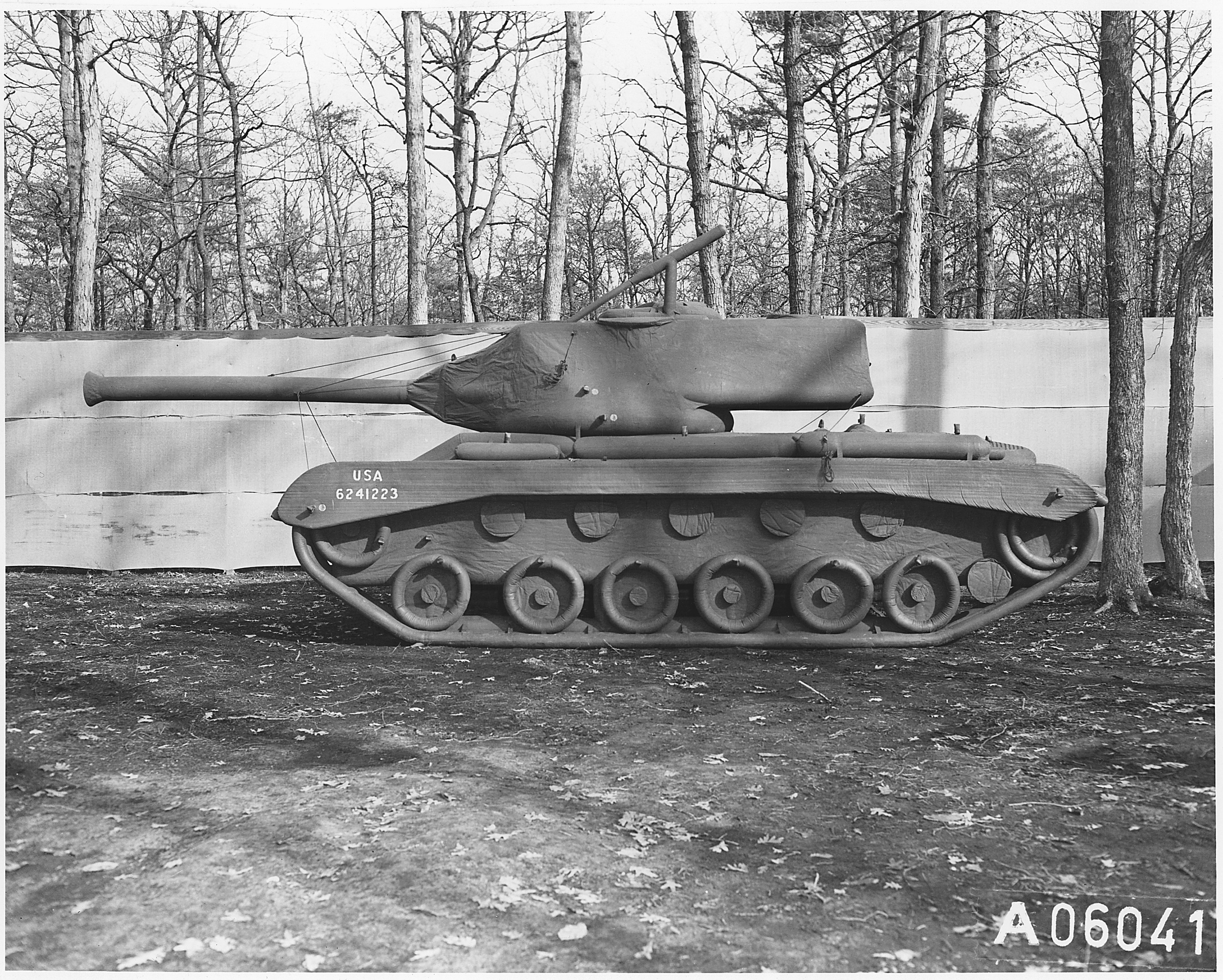
Maquete inflável M47 Patton

Tanque fictício se assemelha superficialmente a um tanque real e é frequentemente utilizado como forma de dissimulação militar na ausência de veículos reais. Os primeiros modelos incluíam estruturas de madeira e infláveis, projetos para enganar a inteligência inimiga; eram frágeis e só eram convincentes à distância. Já os modelos modernos são mais sofisticados e podem até imitar assinaturas térmicas, tornando a ilusão muito mais eficaz.

## Primeira Guerra Mundial
Durante a Primeira Guerra Mundial, as forças aliadas utilizaram réplicas falsas dos tanques pesados britânicos. Essas estruturas eram feitas de madeira e cobertas com tecido de juta pintado. As esteiras não eram funcionais, por isso algumas dessas réplicas eram equipadas com rodas ocultas por baixo e rebocadas de um lugar para outro por pares de cavalos. Também foi descoberto que os alemães construíram tanques falsos, representando modelos aliados, embora tenham utilizado apenas um número reduzido de tanques reais. É possível que essas réplicas tenham sido usadas para treinamento, e não para fins de engano militar.

## Segunda Guerra Mundial

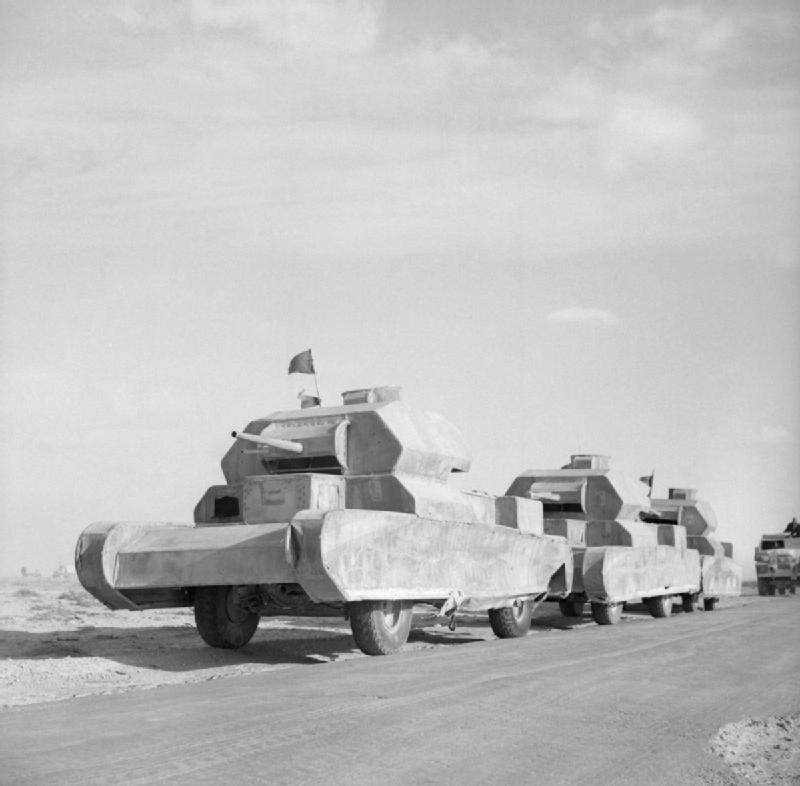
Tanques falsos, montados em caminhões, indo para as áreas avançadas do Deserto Ocidental, 13 de fevereiro de 1942

Tanques fictícios foram amplamente utilizados durante a Segunda Guerra Mundial, tanto pelos Aliados quanto pelo Eixo. As forças alemãs empregaram tanques simulados antes do início da guerra para fins de treinamento e exercícios práticos. O uso desses tanques em operações de enganos militares foi iniciado pelas forças britânicas, que os apelidaram de "paródias".
Um dos primeiros usos de tanques fictícios durante a guerra ocorreu na Campanha do Norte da África. Os Engenheiros Reais destacados para a região construíam dois por dia; entre abril e junho de 1941, conseguiram montar o equivalente a três regimentos fictícios doRoyal Tank Regiment, além de outro em novembro do mesmo ano. Esses tanques eram dobráveis e, portanto, portáteis, e os Engenheiros Reais continuaram aprimorando seu design. Para aumentar a mobilidade, jipes foram adaptados com uma estrutura de aço coberta com lona, criando tanques fictícios autopropulsados. Embora esses jipes não reproduziessem com precisão o som ou o movimento de um tanque real, permitiam uma implantação rápida dos manequins. Ao mesmo tempo, o processo inverso também foi utilizado: tanques reais foram disfarçados para parecerem caminhões. Dispositivos adicionais foram empregados para criarem rastros falsos de tanques e apagar os rastros verdadeiros.

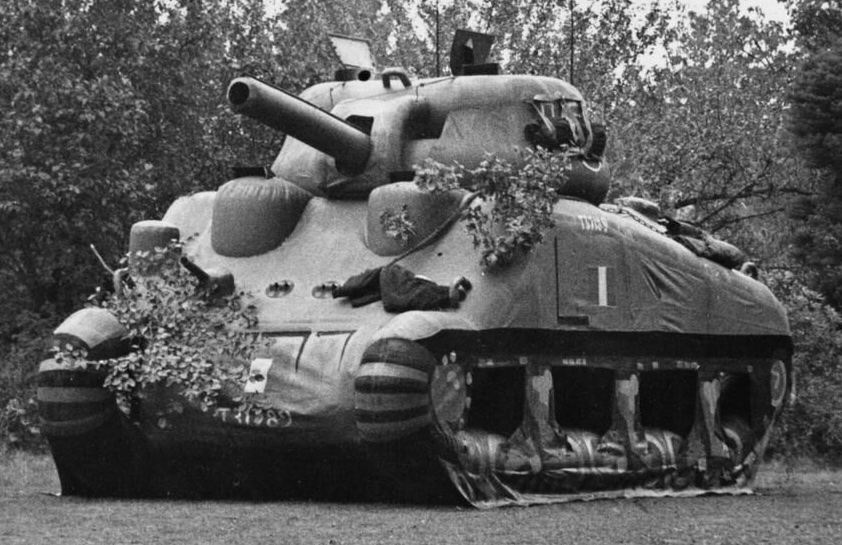
Um tanque inflável fictício, modelado após o M4 Sherman

Os tanques infláveis consistiam em uma cobertura de tecido sustentada por uma rede de tubos de borracha pressurizados, formando uma espécie de "esqueleto pneumático". Apesar de sua tendência a esvaziar rapidamente quando perfurados acidentalmente ou por fogo inimigo, eles eram geralmente preferidos em campo. Em uma operação realizada em setembro de 1944, os britânicos mobilizaram 148 tanques infláveis próximos à linha de frente; cerca de metade foi "destruída" por estilhaços de morteiros, artilharia alemã e até por bombas aliadas que erram o alvo.
Ao contrário do senso comum, não há evidências de que tanques infláveis falsos tenham sido usados durante a Operação Fortitude, o plano de engano massivo promulgado antes dos desembarques nas praias da Normandia, enquanto houve um uso limitado de outros veículos falsos, feitos principalmente de madeira, chapa metálica e lona. Entretanto, veículos fictícios desempenharam apenas uma pequena parte do plano geral de dissimulação, pois, naquela fase da guerra, os alemães não conseguiam voar aviões de reconhecimento sobre a Inglaterra e tal esforço teria sido em vão. e o engano da Fortitude foi amplamente realizado usando agentes duplos e tráfego de rádio falso.

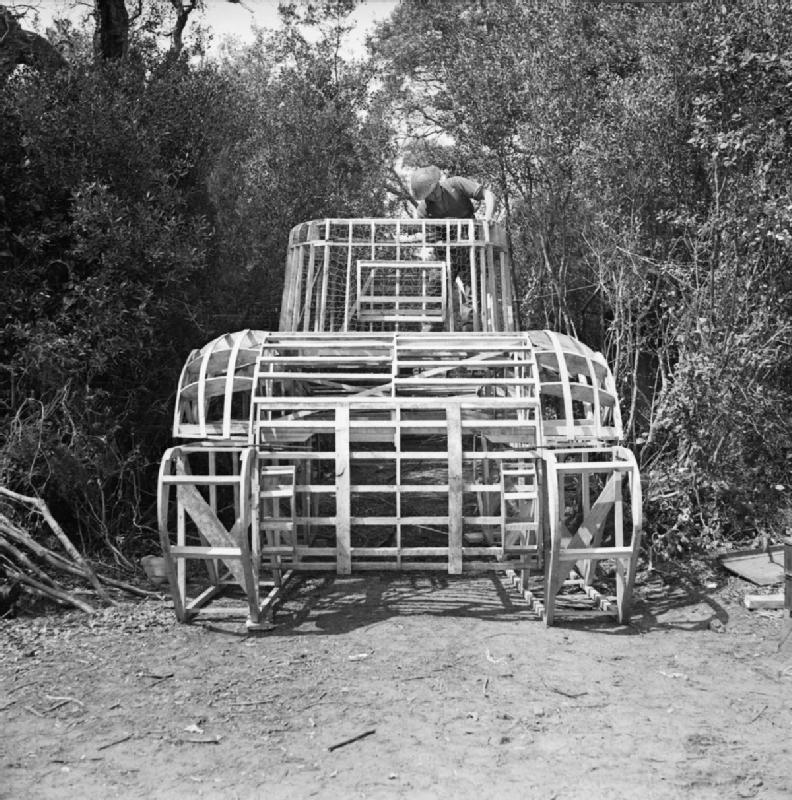
Um tanque Sherman fictício em construção pela 6ª Field Park Company, Royal Engineers, na cabeça de ponte de Anzio, 29 de abril de 1944

Durante a Operação Shingle em Anzio, Itália, tanques infláveis Sherman foram implantados quando os tanques reais estavam em outro lugar. No Teatro de Operações do Pacífico, os japoneses também utilizaram chamarizes; um exemplo registrado foi durante a Batalha de Iwo Jima. Um "tanque" foi cercado pela infantaria americana, que estava sob bombardeio de artilharia: eles descobriram que não era real, mas apenas uma escultura esculpida em cinzas vulcânicas.
O Exército Vermelho empregou tanques fictícios para aumentar seus números aparentes e mascarar seus verdadeiros movimentos.

## Era moderna

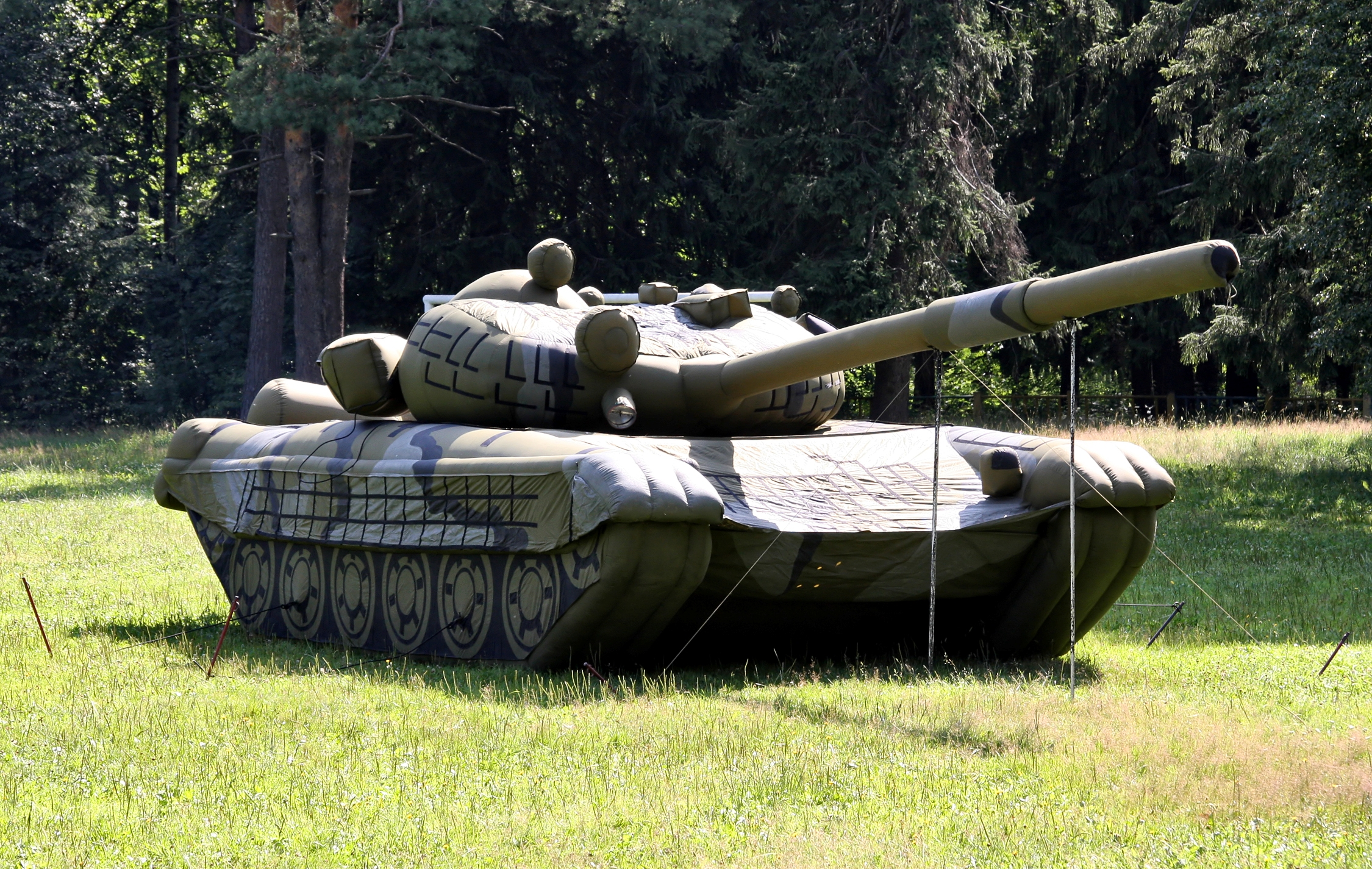
Maquete inflável de um tanque T-72

Durante a Guerra do Kosovo, o exército sérvio colocou regularmente tanques falsos no Kosovo, o que induziu as forças da OTAN a pensar que estavam a destruir muito mais tanques do que realmente estavam.
O Exército dos Estados Unidos desenvolveu um tanque fictício moderno. Ele imita o tanque M1 Abrams não apenas na aparência, mas também na sua assinatura de calor, para parecer real aos detectores infravermelhos . Uma dessas iscas pode receber fogo do inimigo e ainda parecer estar operacional, atrasando o inimigo em até uma hora, pois ele é forçado a destruir a isca. Estes chamarizes M1 custam apenas 3.300 dólares, em comparação com 4,35 milhões de dólares para um M1 real. A isca também é prática: quando desmontada, pesa apenas 50 libra (massa)s (23 kg) e tem aproximadamente o mesmo tamanho de uma mochila. Seu gerador — aproximadamente do tamanho de um 12 polegadas (30 cm) televisão — facilita a inflação, de modo que duas pessoas podem erguer o chamariz em poucos minutos. Ocasionalmente, os tanques reais carregam um manequim a bordo, para ser implantado quando necessário.
Durante a Batalha de Mosul (2016–2017), o Estado Islâmico do Iraque e do Levante construiu e implantou maquetes de madeira de vários veículos para distrair os ataques aéreos da Coligação.
O exército alemão usa um pequeno número de tanques fictícios GRP exclusivamente para fins de treinamento. Em sua forma original, a Base Tecnológica de Camuflagem e Engano é uma relíquia da Guerra Fria. Especialistas do Exército Popular Nacional (NVA - Nationale Volksarmee) da antiga RDA construíram aqui modelos incrivelmente realistas da tecnologia militar e dos veículos de combate do Pacto de Varsóvia. O propósito de tudo isso: fossem tanques, sistemas de radar ou lançadores de mísseis, os bonecos eram visivelmente instalados para enganar o inimigo sobre sua própria força ou para provocar ataques como alvos fictícios e, assim, esgotar os recursos do inimigo. Após a reunificação, a Bundeswehr assumiu o local e suas capacidades. Desde então, porém, as tropas estabeleceram prioridades diferentes. Em vez de grandes manequins completos, geralmente são produzidos modelos de pequenos equipamentos de combate ou torres de tanques para fins de treinamento.

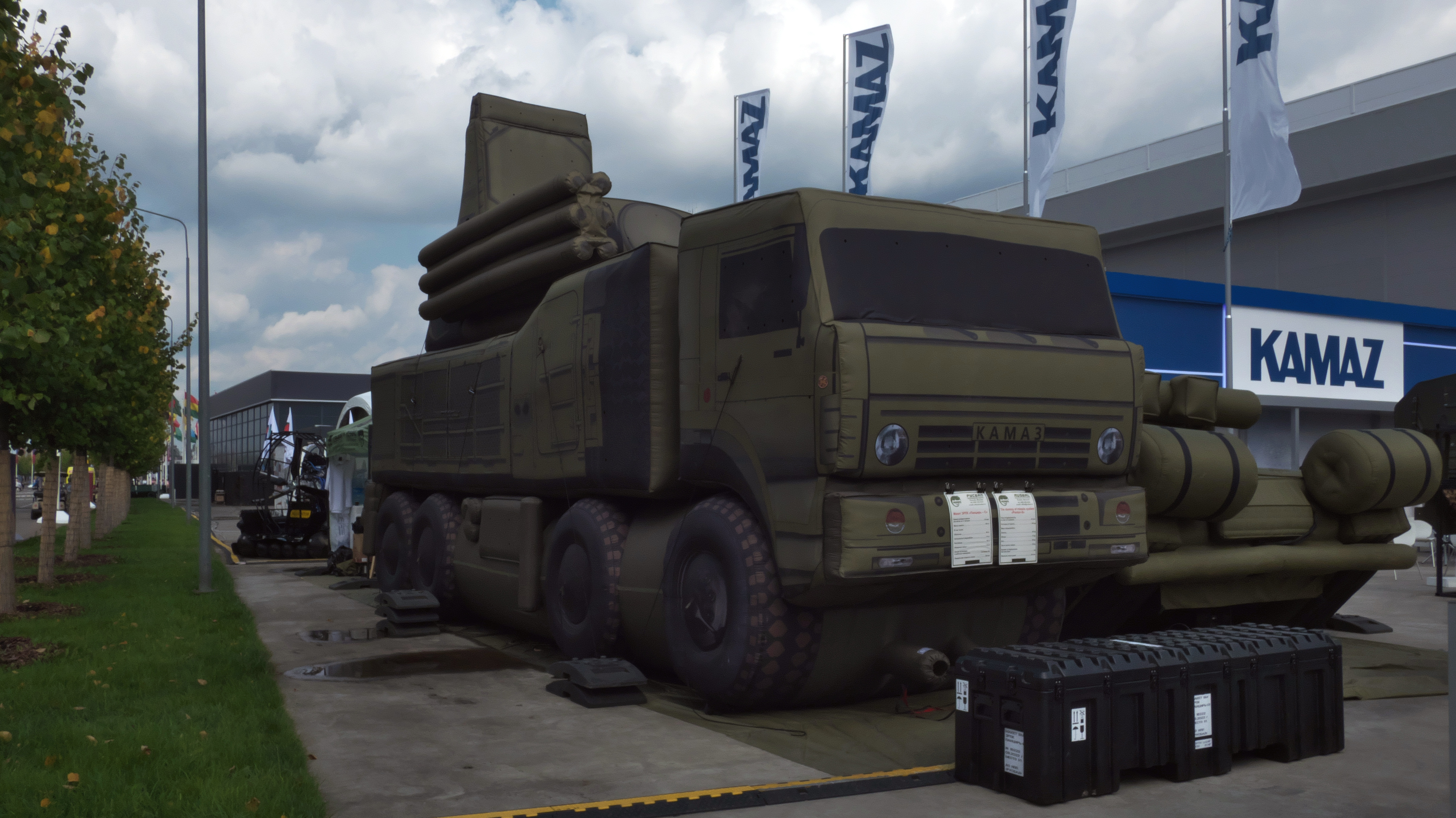
Caminhão antiaéreo fictício Pantsir-S1

Tanques fictícios fabricados pela empresa checa Inflatech também estão sendo empregados pelas Forças Armadas da Ucrânia durante a invasão russa da Ucrânia, a fim de desperdiçar recursos russos atraindo ataques de mísseis e drones.